# Tarnowiec (Petite-Pologne)
Pour les articles homonymes, voir Tarnowiec.
Tarnowiec est une localité polonaise de la gmina et du powiat de Tarnów en voïvodie de Petite-Pologne.